# 新馬場站
新馬場站（日语：／ Shimbamba eki */?）位於日本東京都品川區北品川二丁目，是京濱急行電鐵本線的鐵路車站。車站編號是KK03。

## 概要
本站是高架化工程時，北馬場站（日语：／、35°37′3.4″N 139°44′28.9″E / 35.617611°N 139.741361°E）與南馬場站（日语：／、35°36′53″N 139°44′30.7″E / 35.61472°N 139.741861°E）兩站整合，於兩站中間點設置的新車站。
高架化工程中的1975年至1976年，下行線先行整合，形成剪票口為不同車站，但共用下行月台的狀態。因此，下行月台站名標合併兩站站名表示為「北馬場、南馬場」，當時全國版的時刻表將北馬場站與南馬場站視為不同站，另外註解「北馬場站與南馬場站共用下行月台」。上行線高架化完成後，兩站整合成新馬場站。

## 歷史
- 1904年（明治37年）5月8日 - 京濱電氣鐵道品川（現北品川） - 八幡（現大森海岸）間開通，南馬場站、北馬場站開業[3][5]。
- 1943年（昭和18年）6月30日 - 北馬場站停用[5]。
- 1944年（昭和19年）11月10日 - 北馬場站廢止[5]。
- 1946年（昭和21年）10月 - 北馬場站重新開業[5]。
- 1975年（昭和50年）8月27日 - 北品川 - 青物橫丁間下行線高架化[3]。下行線的兩站整合為「北馬場、南馬場站」[3]。
- 1976年（昭和51年）10月15日 - 上行線高架化[3]。同日「新馬場站」啟用[3]。
- 2014年（平成26年）1月10日 - 增加副站名寺田倉庫前[6]。

### 站名由來
由原先的北馬場站、南馬場站兩站合併而稱新馬場站。「馬場」是由於古代周邊有馬場地而得名。

## 車站結構

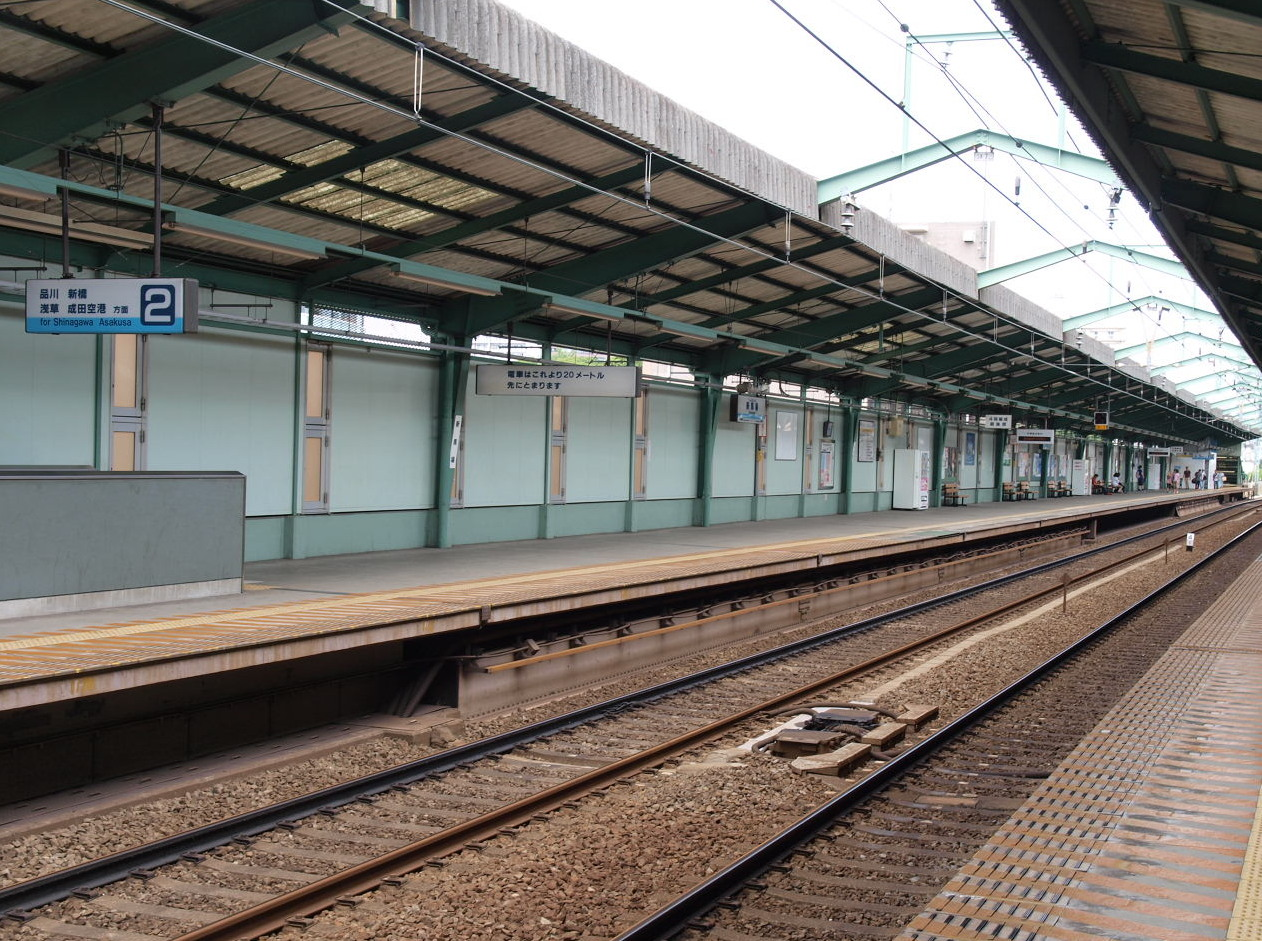
月台（2010/8/8）

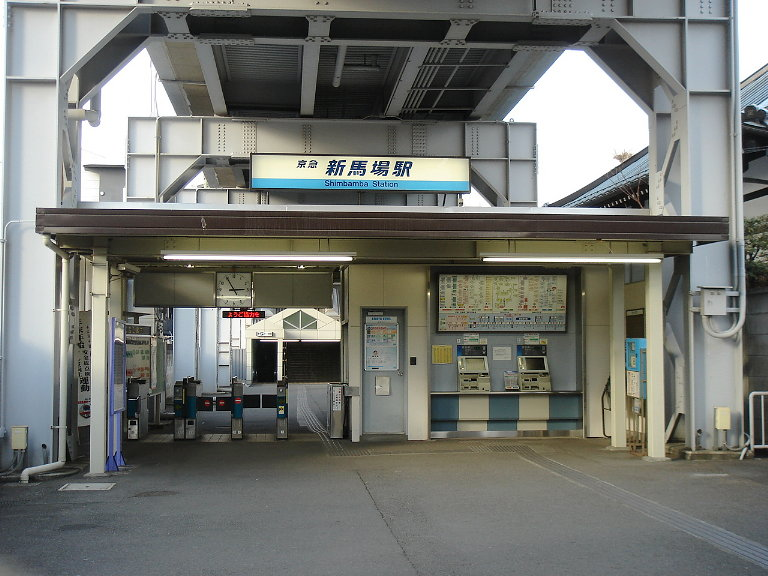
南口（舊南馬場站）
（2007年1月8日）

本站為側式月台2面2線高架車站。剪票口有2處，北品川側的北口是舊北馬場站，青物橫丁側的南口是舊南馬場站。南口剪票口與月台之間的大廳由於是利用南馬場站空間，因此距離較長。

### 月台配置
| 月台 | 路線 | 方向 | 目的地                                              |
| ---- | ---- | ---- | --------------------------------------------------- |
| 1    | 本線 | 下行 | 羽田機場（第1、第2、第3航站樓）、橫濱、三浦海岸方向 |
| 2    | 本線 | 上行 | 品川、新橋方向                                      |

## 使用情況
2016年度1日平均上下車人次為16,318人、京急線全部72個車站當中排名第45位。
近年1日平均上下車、上車人次變化如下。
| 年度               | 1日平均 上下車人次 | 1日平均 上車人次 | 來源     |
| ------------------ | ------------------ | ---------------- | -------- |
| 1992年（平成04年） |                    | 7,189            | [ * 1 ]  |
| 1993年（平成05年） |                    | 7,537            | [ * 2 ]  |
| 1994年（平成06年） |                    | 7,447            | [ * 3 ]  |
| 1995年（平成07年） |                    | 7,505            | [ * 4 ]  |
| 1996年（平成08年） |                    | 6,910            | [ * 5 ]  |
| 1997年（平成09年） |                    | 6,647            | [ * 6 ]  |
| 1998年（平成10年） |                    | 6,603            | [ * 7 ]  |
| 1999年（平成11年） |                    | 6,637            | [ * 8 ]  |
| 2000年（平成12年） |                    | 6,756            | [ * 9 ]  |
| 2001年（平成13年） |                    | 6,499            | [ * 10 ] |
| 2002年（平成14年） | 12,766             | 6,216            | [ * 11 ] |
| 2003年（平成15年） | 12,589             | 6,101            | [ * 12 ] |
| 2004年（平成16年） | 12,765             | 6,205            | [ * 13 ] |
| 2005年（平成17年） | 12,610             | 6,126            | [ * 14 ] |
| 2006年（平成18年） | 12,670             | 6,195            | [ * 15 ] |
| 2007年（平成19年） | 12,915             | 6,369            | [ * 16 ] |
| 2008年（平成20年） | 13,051             | 6,474            | [ * 17 ] |
| 2009年（平成21年） | 13,159             | 6,542            | [ * 18 ] |
| 2010年（平成22年） | 12,990             | 6,466            | [ * 19 ] |
| 2011年（平成23年） | 12,715             | 6,322            | [ * 20 ] |
| 2012年（平成24年） | 13,760             | 6,836            | [ * 21 ] |
| 2013年（平成25年） | 14,618             | 7,252            | [ * 22 ] |
| 2014年（平成26年） | 15,017             | 7,477            | [ * 23 ] |
| 2015年（平成27年） | 15,704             |                  |          |
| 2016年（平成28年） | 16,318             |                  |          |

## 車站周邊
車站周邊有許多品川區公共設施。北口方向從舊東海道分歧往品川神社的參道兩旁是商店街，南口側為住宅區。
山手通通過車站下方，並與第一京濱與平面交會，是交通要衝。

### 北口
- 京急EX Inn（日语：京急イーエックスイン）新馬場站北口
- 羅多倫咖啡京急新馬場店
- 品川區綜合保健中心（保健所）
- 品川區醫師會假日診療所
- 品川消防署
- 品川區銀髮人材中心
- 品川第一地域中心
- 品川區立品川圖書館
  - 六行會表演廳
- 品川区立品川学園（日语：品川区立品川学園）
- 區立兒童森林公園（通稱怪獸公園）
- 品川區北品川翼之家（兒童諮詢中心）
- 品川神社
- 第一三共品川工場研究開發中心
- 目黑川
- 大崎站 - 本站往西約900公尺，步行17分。
- Lawson本社
- interFM本社
- 天王洲運河（日语：天王洲運河） - 本站往東約600公尺。

### 南口
- 警視廳品川警察署（日语：品川警察署）
- TOWER RECORDS本社
- 東品川公園
- 品川區立城南小學校
- 南品川一郵便局
- 南品川四郵便局
- 品川銀座

### 巴士路線
由東急巴士與都營巴士運行。
- 新馬場站前（北口）
  - <品94（日语：東急バス池上営業所）> 往品川站/經大井町站、大森站、池上站往蒲田站（東急）
  - <澀41（日语：東急バス目黒営業所）> 經大崎站、中目黑站往澀谷站/往大井町站（東急）
- 南馬場（南口）
  - 品94 往品川站/經大井町站、大森站、池上站往蒲田站（東急）
  - <澀41>經大崎站、中目黑站往澀谷站/往大井町站（東急）
  - <井96（日语：都営バス港南支所）> 往大井町站東口（都營）

## 相鄰車站
京濱急行電鐵
 本線
□早晨翼號、□京急翼號、■機場快特、■快特、■快特（金澤文庫站以南為特急）、■特急、■機場急行
通過
■普通
北品川（KK02）－新馬場（KK03）－青物橫丁（KK04）

## 延伸閱讀
- 佐藤良介. . JTBパブリッシング. 2006-02-01. ISBN 4533061753.

## 外部連結
- 新馬場站（各站資訊） - 京濱急行電鐵